# Szatta
Szatta is een plaats (község) en gemeente in het Hongaarse comitaat Vas. Szatta telt 79 inwoners (2001).